# Zărnești

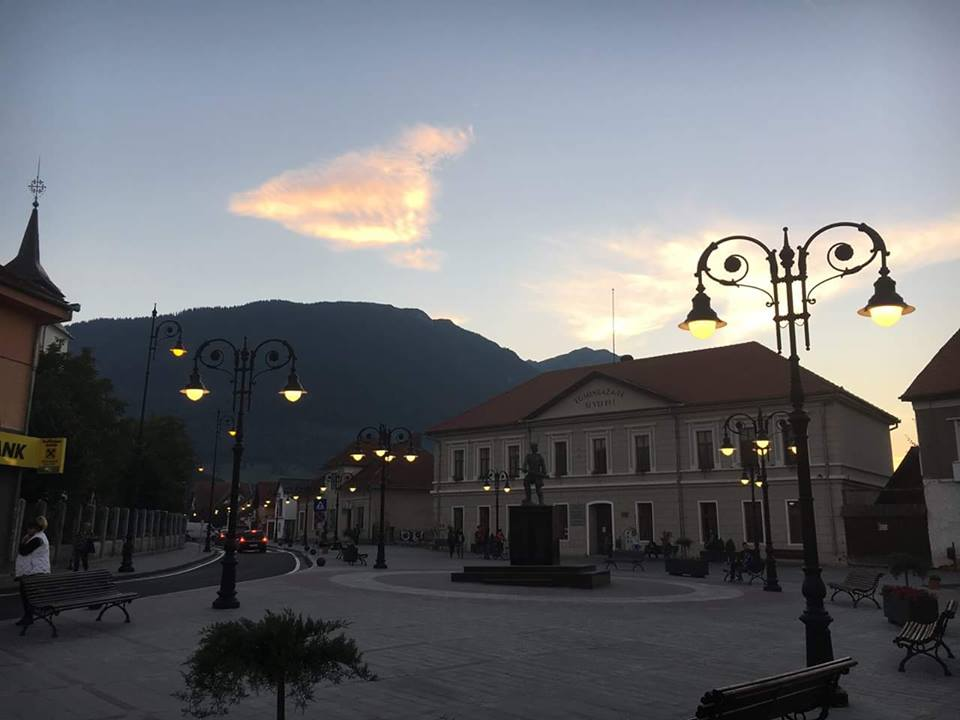
Centrum Zărnești

Zărnești (německy Molkendorf, Zernescht, maďarsky Zernest) je město v Rumunsku v župě Brašov. Nachází se u břehu řeky Bârsy, asi 28 km jihozápadně od Brašova a asi 174 km severozápadně od Bukurešti. V roce 2011 žilo ve městě 23 476 obyvatel.
První písemná zmínka o městě pochází z roku 1373. Jeho název je odvozen od slova zârnă (lilek černý), které pochází ze slovanského slova zrno.